# KNI
KNI A/S är en stor grönländsk koncern som säljer dagligvaror, förbrukningsprodukter och bränsle. 
KNI:s historia går tillbaka till 1774, då den Kongelige Grønlandske Handel (KGH) grundades. 1986 övertog Grönlands Hjemmestyre verksamheten. 1985 utskiljdes Royal Greenland  och blev ett självständigt bolag, och 1993 omorganiserades KNI till ett antal självständiga aktiebolag, som till exempel Royal Arctic Line och de båda butikskedjorna Pisiffik och Pilersuisoq. 1997 överfördes lokal frakttrafik, passagerartrafik och postväsen till andra bolag. 2001 övertogs Pisiffik av privata investerare, och KNI övertog Pisiffiks butiker i städerna Nanortalik, Narsaq, Paamiut och Qasigiannguit. 2002 övertog KNI butikerna i flygplatserna Kangerlussuaq och Narsarsuaq.
KNI består nu av fem affärsområden: 
- Pilersuisoq är Grönlands största detaljhandelskedja med butiker i städer och bygder över hela landet. Dessutom driver Pilersuisoq duty-free-butiker.
- KNI Engros säljer och distribuerar varor till företag och institutioner i hela Grönland.
- På Neqi slaktas, förädlas och utvecklas produkter, främst av lamm från lokala uppfödare.
- Webbshoppen pisisa.gl säljer olika varor, dock inte livsmedel.
- Polaroil driver tankstationer över hela Grönland, och säljer även diverse energi- kemi- och gasprodukter.